# Sheldon Rankins
Sheldon Rankins (Covington, Georgia, 2 de abril de 1994) es un jugador profesional estadounidense de fútbol americano que se desempeña en la posición de defensive tackle en Cincinnati Bengals, equipo de la National Football League (NFL).

## Carrera
Fue seleccionado en la primera ronda en la Reunión Anual de Selección de Jugadores de la NFL de 2016. Hizo su debut profesional con el equipo New Orleans Saints, en el cual jugó cinco temporadas (2016-2021), después pasó a New York Jets (2021-2023), luego a Houston Texans, donde jugó una temporada, en 2024 se cambió a Cincinnati Bengals.